# Адріан Кубас
Адріан Кубас (ісп. Adrián Cubas; нар. 22 травня 1996) — аргентинський і парагвайський футболіст, півзахисник канадського клубу МЛС «Ванкувер Вайткепс» і національної збірної Парагваю. Відомий за виступами в низці аргентинських і закордонних клубів. Чемпіон Аргентини. Триразовий чемпіон Канади.

## Клубна кар'єра
Адріан Кубас народився 1996 року в аргентинській провінції Місьйонес, та є вихованцем футбольної школи клубу «Бока Хуніорс». Дорослу футбольну кар'єру розпочав 2014 року в основній команді того ж клубу, в якій грав до 2017 року, взявши участь у 28 матчах чемпіонату. У 2017 році керівництво клубу вирішило віддати Кубаса в оренду до італійського клубу «Пескара», а в кінці 2017 року футболіста віддали в оренду до іншого аргентинського клубу «Дефенса і Хустісія».
У 2018 році вже на правах постійного контракту Адріан Кубас став гравцем аргентинського клубу «Тальєрес». У 2020 році футболіст перейшов до французького клубу «Нім-Олімпік», у якому грав до 2022 року.
У 2022 році Кубас став гравцем канадського клубу МЛС «Ванкувер Вайткепс» приєднався 2022 року. Станом на 29 жовтня 2024 року відіграв за команду з Ванкувера 72 матчі в національному чемпіонаті.

## Виступи за збірні
У 2015 році Адріан Кубас грав у складі молодіжної збірної Аргентини, у складі аргентинської молодіжної збірної зіграв у 5 офіційних матчах.
Оскільки Кубас мав подвійне аргентинсько-парагвайське громадянство, то в 2019 року він отримав запрошення, та дебютував у складі національної збірної Парагваю. У складі збірної був учасником розіграшу Кубка Америки 2021 року у Бразилії, розіграшу Кубка Америки 2024 року у США. Станом на жовтень 2024 року зіграв у складі парагвайської збірної 24 матчі, у яких забитими м'ячами не відзначився.

## Титули і досягнення
- Чемпіон Аргентини (1):

«Бока Хуніорс»: 2015
- Чемпіон Канади (3):

«Ванкувер Вайткепс»: 2022, 2023, 2024